# Marinus Hendrik Wilderom
Marinus Hendrik Wilderom (Wissenkerke, 27 februari 1914 – Vlissingen, 4 oktober 1990) was een Nederlandse waterbouwkundige. Hij deed veel onderzoek naar dijkvallen. Hij schreef en serie van vier boeken over de geschiedenis van de Zeeuwse waterkeringen.

## Loopbaan
Na de MULO kreeg hij zijn vakopleiding bij het Zeeuws Technisch Instituut te Goes. In de jaren daarna heeft hij zich bijgeschoold met een aantal PBNA-cursussen. Hij begon in 1937 bij Rijkswaterstaat in Dordrecht (in de wegenaanleg, niet zijn eerste keus, maar dooier de werkeloosheid was er geen alternatief), bij de Provinciale waterstaat van Zuid-Holland. Dit was tijdens de Tweede Wereldoorlog, en om de bezetter zo weinig mogelijk van dienst te zijn heeft hij in die tijd veel onderzoek in de Leidse Universiteitsbibliotheek gedaan  naar de geschiedenis van de Zeeuwse dijken, in het bijzonder naar de dijkvallen. Na de Tweede Wereldoorlog kwam hij in dienst bij de Dienst Wederopbouw te Katwijk aan Zee waar hij zich bezig hield met het afbreken van de Atlantikwall in de duinen. In 1948 kwam hij in dienst bij de Directie Zeeland, Studiedienst Vlissingen waar hij tot zijn pensionering heeft gewerkt.
Hij begon daar bij de Dienst Droogmaking Walcheren. Hij werd kort gedetacheerd bij de aanleg van de betonweg Hulst-Perkpolder. In 1953 na de watersnoodramp was hij intensief betrokken bij de sluiting van de dijkdoorbraken bij Kruiningen onder leiding van Jan Agema.

## Dijkvallen

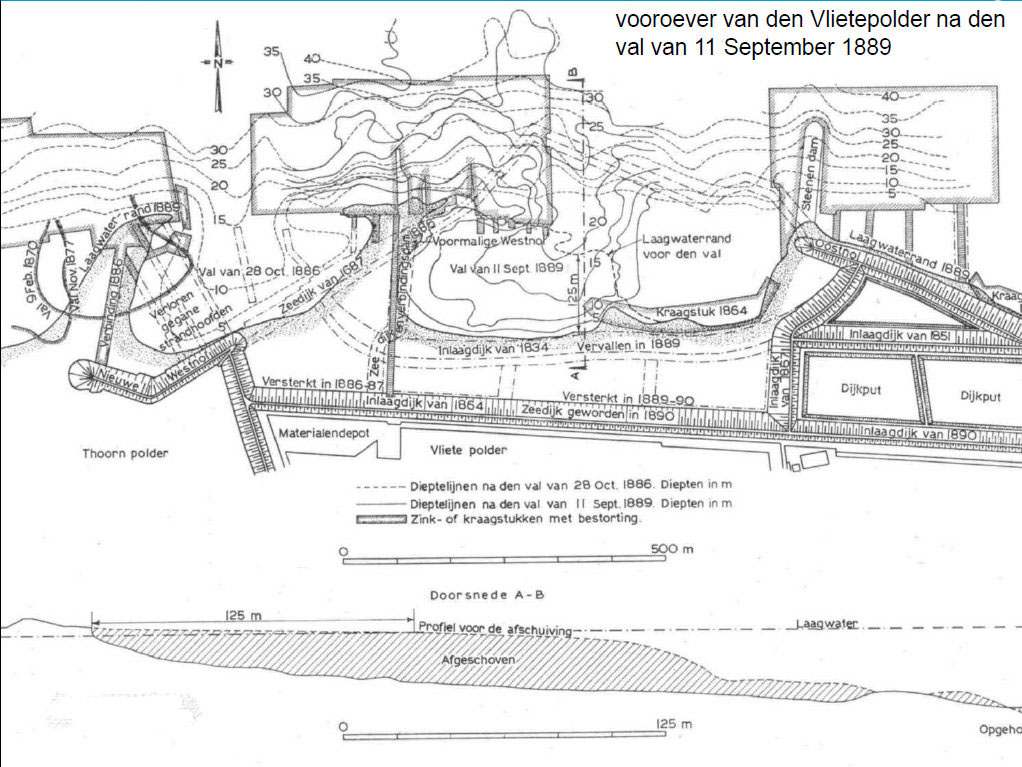
Een van de vele oevervallen uit het onderzoek van Wilderom

Een van de belangrijkste studieobjecten van Wilderom waren de dijkvallen in Zeeland. Stroomgeulen maken door uitschuring de onderwateroever voor de dijk dieper en steiler. Als het te diep wordt kan er afschuiving ontstaan. Dit is echter zelden het geval, omdat de oever dan wel heel erg steil moet worden. Meestal ontstaat een dijkval door zettingsvloeiing of bresvloeiing. Dit treedt met name op als er in de oever fijne, dichtgepakte zandlagen zijn met daarboven minder dicht gepakte lagen. Rond 1960 was het niet mogelijk om op fysische gronden dergelijke dijkvallen te voorspellen. Wilderom heeft daarom besloten een inventarisatie te maken van alle op dat moment bekende vallen in Zeeland, en op grond daarvan een aantal vuistregels op te stellen. Uit deze studie volgde dat:
- een val alleen optreedt in losgepakt zand (plaatzand)
- de oever een helling heeft van 1:3 of steiler over een hoogte van ten minste 5 m
- na de val een eindhelling optreedt in de orde van 1:15 tot 1:20, hiermee kan de inscharingsafstand berekend worden.

Bij de jaarlijkse lodingen van de oevers in Zeeland werd op grond van deze criteria bepaald of het risico van een dijkval ontoelaatbaar groot zou worden; zo ja dan werd een oeverbestorting uitgevoerd om verdere versteiling van de oever tegen te gaan. Deze methode is later door Frank Silvis verder uitgewerkt en meer statistisch onderbouwd.
Voor een overzicht van alle nota's van Wilderom wordt verwezen naar de Rijkswaterstaat Rapportenbank.

## Tussen Afsluitdammen en Deltadijken
In de periode tussen 1961 en 1973 heeft hij een serie van vier boeken geschreven over de geschiedenis van de waterkeringen in de provincie Zeeland (Noord Beveland, Schouwen-Duiveland-Tholen-St. Philipsland, Walcheren-Zuid Beveland, Zeeuws-Vlaanderen), onder de titel Tussen Afsluitdammen en Deltadijken. Ze bevatten een gedetailleerde beschrijving van alle polders, inpolderingen, dijkwerken en afsluitwerken:
- deel 1: Noord-Beveland, geschiedenis van strijd, nederlaag en overwinning op het water, 304 pp, 1961 (samen met M.P. de Bruin)
- deel 2: Noord-Zeeland (Schouwen-Duiveland, Tholen en St.-Philipsland), 415 pp, 1964
- deel 3: Midden-Zeeland (Walcheren en Zuid-Beveland), 447 pp, 1968
- deel 4: Zeeuwsch Vlaanderen, 567 pp, 1971

- International Standard Name Identifier: 0000 0003 6559 9707
- Library of Congress Control Number: nb2012002844
- Nederlandse Thesaurus van Auteursnamen: 071093931
- Virtual International Authority File: 231950600